# 向井雅明
向井雅明（むかい まさあき）は、日本の精神分析家。専攻は精神分析。

## 略歴
- 1948年、香川県生まれ[1][2]
- 1990年、パリ第8大学精神分析学科DEA修了[2][3]
- 東京都世田谷区、及び、香川県高松市で「精神分析相談室」を開設。[3]

## 著書
- 『ラカン対ラカン』金剛出版　1988年
- 『考える足――「脳の時代」の精神分析』岩波書店　2012年
- 『ラカン入門』ちくま学芸文庫 2016

### 翻訳
- アニー・コルディエ『劣等生は存在しない おちこぼれの精神分析』情況出版 1999
- フィリップ・ジュリアン『ラカン、フロイトへの回帰 ラカン入門』誠信書房 2002
- セルジュ・ルクレール『精神分析すること―無意識の秩序と文字の実践についての試論』誠信書房 2006年
- GINETTE RAIMBAULT, CAROLINE ELIACHEFF 『天使の食べものを求めて―拒食症へのラカン的アプローチ』加藤敏監修, 向井監訳, 佐藤鋭二訳　三輪書店　2012年
- ソニア・キリアコ『稲妻に打たれた欲望 精神分析によるトラウマからの脱出』監訳. 誠信書房 2016